# Munarbek Sejitbek uulu
Munarbek Sejitbek uulu (kirgisisch Мунарбек Сейитбек уулу; * 1. Januar 1996 in Osch) ist ein kirgisischer Boxer. Er gewann im Federgewicht die Silbermedaille bei den Olympischen Spielen 2024 in Paris.

## Karriere
Er gewann 2018 nach einer Halbfinalniederlage gegen Dsmitryj Assanau Bronze im Leichtgewicht bei der Universitätsweltmeisterschaft in Elista und startete bei der Asienmeisterschaft 2019 in Bangkok, wo er im Achtelfinale gegen Shiva Thapa ausschied. Bei der Weltmeisterschaft 2019 in Jekaterinburg verlor er zudem in der zweiten Vorrunde gegen Erdenebatyn Tsendbaatar. Gegen diesen unterlag er auch in der Vorrunde bei der Asienmeisterschaft 2021 in Dubai, während er bei der Weltmeisterschaft 2021 in Belgrad im Achtelfinale gegen Danial Shahbakhsh ausschied.
Nachdem er bei der Asienmeisterschaft 2022 in Amman in der Vorrunde gegen Mohammad Hussamuddin und bei den Asienspielen 2023 in Hangzhou im Achtelfinale gegen Carlo Paalam unterlegen war, gewann er bei der Weltmeisterschaft 2023 in Taschkent nach vier Siegen und einer Niederlage im Halbfinale gegen Abdumalik Xaloqov eine Bronzemedaille im Federgewicht. Beim Olympiaqualifikationsturnier 2024 in Bangkok siegte er jeweils gegen Michele Baldassi, Armando Sigauque, Lucas Fernandez und Shamil Askerov. Nach diesem Erfolg startete er bei den Olympischen Spielen 2024 in Paris und erreichte mit Siegen gegen Saidel Horta, Jahmal Harvey und Javier Ibáñez das Finale, in welchem er erneut gegen Abdumalik Xaloqov verlor und die olympische Silbermedaille im Federgewicht gewann.